# Phare de Düne
Le phare de Düne (en allemand : Leuchtturm Helgoland Düne) est un phare actif situé sur l'île inhabitée de Düne proche de celle d'Heligoland (Arrondissement de Pinneberg - Schleswig-Holstein), en Allemagne.
Il est géré par la WSV de Tönning .

## Histoire
Le phare  a été construit, en 1936, sur l'île inhabité de Düne pour marquer le chenal menant au port d'Heligoland. Il est le feu arrière fonctionnant conjointenant avec un feu avant érigé à 200 m devant en mer.

## Description
Le phare , est une tour circulaire et préfabriquée en acier de 15 m de haut, avec triple galerie, sur une base circulaire blanche. La tour est peinte en rouge avec deux bandes blanches. Son feu isophase émet, à une hauteur focale de 17 m, un long éclat (blanc et rouge et vert , selon direction), de 2 secondes par période de 4 secondes.
Sa portée est de 11 milles nautiques (environ 21 km) pour le feu blanc et 10 milles nautiques (environ 19 km) pour le rouge et le feu vert.
Identifiant : ARLHS : FED-103 ; 3-08051 - Amirauté : B1326.1 - NGA : 10152 .

## Caractéristiques dufeu maritime
Fréquence : 4 secondes (WRG)
- Lumière : 2 secondes
- Obscurité : 2 secondes

|                    |
| Heligoland et Düne |

|          |
| Le phare |

|          |
| Le phare |

### Lien connexe
- Liste des phares en Allemagne